# 非通知
非通知（ひつうち）とは、電話番号を相手に通知せずに電話をかけること。または、その状態。電話番号の前に184をつけてダイヤルするか、電話機で設定する。

## 非通知拒否設定など
携帯電話の場合は、電話機に非通知拒否の設定をする。
2015年現在、ソフトバンクのSoftBankブランドの契約およびY!mobileブランドの一部を除くスマートフォン契約など（ディズニー・モバイルを含む）を除く携帯電話・PHS各社については、ネットワーク設定による非通知拒否が可能であり、設定時には履歴にも残らない設定が可能。これらは、NTT東西の「ナンバー・リクエスト」（ナンバー・ディスプレイ契約のオプションとして提供されている）に相当するが、NTT東西とは異なり、いずれも無料で提供されている。ただし、国外メーカーの機種の一部（ノキア製など）は、電話機端末の機能としての非通知拒否設定ができない。このため、後述するように、SoftBankブランドのノキア端末などでは、対応手段がないことになる。
また、電話機の非通話拒否設定への対策として、電話勧誘販売業者の中には「フリーダイヤル番号通知サービス」を利用し、フリーダイヤルの番号を通知するものがある。この場合、電話番号を通知しているため非通知設定は働かず着信し、ナンバー・ディスプレイにフリーダイヤルの電話番号が表示される（これに対抗した固定電話向けシステムをトビラシステムが開発し、迷惑電話リストのデータのやり取りをPHSのネットワークで行うWX07Aが、2013年に発売されている）。2015年ごろから順次、トビラシステムのデータベースやネットワークを利用した、スマートフォンやガラホなどでも迷惑の可能性がある電話を遮断するサービス（端末により、アプリをダウンロードする場合もある）を提供するようになってきた（事業者やサービスによって、有料のものと無料のものとがある）。

### 固定電話における設定方法
固定電話の場合は、ナンバー・ディスプレイ契約を行い、電話機を留守番電話の設定をする。ただし、ナンバー・ディスプレイ対応の電話機が必要となる。
最近の電話機は、相手が非通知でかけた場合、「この電話番号は非通知です。番号の前に186をダイヤルしておかけなおし下さい」などという自動音声で受ける（この場合は着信ベルなどを鳴らさない。また非通知でかけた相手には通話料が課金される）設定ができるものもある。
また、NTT東西の回線でナンバー・リクエストも申し込んだ場合、148のダイヤル後、1のプッシュでネットワークでの拒否設定、0のプッシュで設定解除となる。

### 携帯電話・PHSにおける設定方法
携帯電話・PHSでは、上述のネットワーク設定による非通知拒否（ナンバー・リクエスト）に相当。各社ともに無料で提供されている。各社のMVNOについても、基本的には下記の内容に準じて運用可能。
- NTTドコモはNTT東西のナンバー・リクエスト同様の148のダイヤル後、1のプッシュでネットワークでの拒否設定、0のプッシュで設定解除となる。
- au（KDDI・沖縄セルラー電話連合）は1481（設定）ないしは1480（解除）。
- ソフトバンク
  - SoftBankブランドおよび、Y!mobileブランドの「電話サービス（タイプ1）」契約のスマートフォン（旧EMOBILE 4G-S契約を含む）および「電話サービス（タイプ3）」契約のスマートフォンの3G番号については不提供。
  - EMOBILE 4G-S契約を除くイー・アクセス時代の音声契約ないしはY!mobileブランド移行後の「電話サービス（タイプ2）」契約のスマートフォンは、*254#（設定）ないしは#254#（解除）へのコマンド入力により設定（2018年1月末をもって提供終了予定）。
  - ウィルコムブランド時代ないしY!mobileブランド移行後にPHSを契約した場合、または、ウィルコム時代に契約した携帯電話とPHSのデュアルモード端末ないしはY!mobileの「電話サービス（タイプ3）」契約のPHS番号については143へのそれぞれのダイヤル操作にて設定。

ソフトバンクのSoftBankブランドとY!mobileブランドのうち、EMOBILE 4G-S契約ないしはスマホプランの「電話サービス（タイプ1）」および「電話サービス（タイプ3）」の携帯電話回線（従前からのソフトバンクのネットワークを利用）およびディズニー・モバイルでは、これらのダイヤルやコマンド入力の設定はない（端末依存によるもののみ となる）。
スマートフォンの場合は、EM01Lなど、端末に機能自体のないものも存在する。
Android OS端末の場合は、OSバージョンなどに左右されるケースもある（OSのバージョンアップによって対応するケースもある）。なお、Androidスマートフォンおよびいわゆるガラホの場合、OSの仕様上、公衆電話および通知不可能の着信と非通知の着信が区別できないため、端末側での非通知拒否を行った場合、公衆電話および通知不可能までも拒否してしまうケースもある。そのため、SoftBankブランドなどの、ネットワークでの拒否ができないスマートフォンやいわゆるガラホは、メモリに登録した特定の着信を拒否するケースや迷惑電話対策サービスの利用などの例外（これらは、基本的に他社でも可能なサービス）を除けば、原則、すべての着信を受け入れるか非通知だけでなく公衆電話や通知不可能などもすべて遮断するかの選択となる。
ちなみに、Android 4.4（KitKat）を搭載したEM01Lの場合、通話アプリに着信拒否機能がないため利用できない。
逆に、ソフトバンクのSoftBank契約の場合、新規契約の際に、発信にあたってネットワーク上で番号通知を行うか非通知発信を行うかいずれかを選択することができる（端末で設定できる場合は、通知する・通知しない・ネットワークに依存、から選択することになる）。契約時に特に指定しない場合は、通知するで設定されるが、あとから変更することも可能（SoftBankブランドのシンプルスタイル契約ないしはY!mobileブランドのタイプ1では、この契約変更の設定は存在しないため、「通知する」状態で固定されることになる）。